# La Guérilla
Pour les articles homonymes, voir Guérilla (homonymie).
La Guérilla est une chanson écrite et composée par Serge Gainsbourg et interprétée par Valérie Lagrange en 1965.

## Fiche technique
- Titre : La Guérilla[1]
- Paroles et musique : Serge Gainsbourg
- Interprète d’origine : Valérie Lagrange sur le 45 tours EP Philips 437-055 BE
- Accompagnée par les musiciens du groupe Los Incas :
  - Jorge Milchberg
  - Carlos Guerra
  - Carlos Lopez Buchardo
  - Torres Aguero
- Producteur : Claude Dejacques
- Éditeur : Bagatelle
- Date de production : 25 mars 1965
- Parution : avril 1965
- Durée : 2 min 52 s

## Thème et contexte
C'est la chanson d'une femme qui s'interroge sur le comportement amoureux, mais étrange de son partenaire : « Me fais-tu l'amour ou la guérilla ? ». On n'en saura pas plus à la fin de la chanson, la belle conclut en espérant que « peut-être qu'un jour qui sait tu guériras... »
Selon l'écrivain et biographe Gérard Lenne, la construction musicale qui « ne comprend que des vers de onze pieds, est une forme poétique appréciée en Espagne et en Amérique du Sud ». 
Gilles Verlant : « Serge Gainsbourg n'a pas attendu l'Eurovision pour se remettre au travail. Claude Dejacques [producteur de musique] lui présente Valérie Lagrange, jeune comédienne découverte à dix-sept ans dans La Jument verte de Claude Autant-Lara en 1959. […] Son premier EP avait été publié en octobre 1964. […] Son deuxième super 45 tours, qui sort en avril 1965, sur lequel elle est accompagnée par le groupe exotique sud-américain Los Incas, contient La Guérilla de Gainsbourg ». 
Valérie Lagrange : « J'étais à l'époque dans un trip latino, vu que je chantais avec Los Incas », « un groupe sud-américain. […] C'étaient d'excellents musiciens, de surcroît adorables », « Serge s'y était adapté ». « Je l’aimais énormément. […] À l’époque, j’étais très extravertie. J’étais timide, mais en même temps j’étais très démonstrative dans mon affection et, quand je le voyais, je lui sautais au cou je me souviens. Je lui faisais de gros bisous, et lui ça le faisait rougir, je ne sais pas s'il se sentait agressé... […] Il avait un « petit truc » pour moi... J’étais plutôt jolie à l’époque, et donc il m’a invitée à sortir un soir. Évidemment, lui, je savais très bien ce qu’il voulait, et moi ce n’était pas du tout, du tout, mon intention. Et en même temps je n’osais pas lui dire, et lui n’osait rien faire. Ce qui fait qu’on a passé une soirée vraiment bizarre, où on est allé de bar en bar, on se disait pratiquement rien, parce qu’on était tous les deux coincés, tous les deux très timides. […] Alors j’ai cherché... Je me suis dit pourquoi est-ce qu'il a écrit ça, « Me fais-tu l’amour ou bien la guérilla, toi que j’ennuie à mourir sans tequila » ? Je me suis demandé si ça avait à avoir avec la relation qu’on avait eue... Je ne me suis pas posé la question très longtemps, ceci dit ».

## Accueil
Gilles Verlant : « Le lancement de Valérie rencontre un joli succès, même si le show-biz français de l'époque n'est pas prêt à accepter une aussi forte personnalité, face aux Sheila, Sylvie et Gall nettement plus malléables ». Valérie Lagrange note dans ses Mémoires d'un temps où on s'aimait : « La chanson que Gainsbourg m'avait écrite avait été un petit tube : je faisais plein de télés, d'interviews, de photos, de concerts… »

## Reprise
2003 : Valérie Lagrange reprend La Guérilla avec une orchestration totalement différente dans son album Fleuve Congo (CD Exxos /BMG).